# Diachasma ferrugineum
Diachasma ferrugineum är en stekelart som först beskrevs av Charles Joseph Gahan 1915.  Diachasma ferrugineum ingår i släktet Diachasma och familjen bracksteklar. Inga underarter finns listade i Catalogue of Life.